# علیرضا عنایتی
علیرضا عنایتی (زاده ۱۳۴۱) دیپلمات ایرانی و سفیر ایران در عربستان سعودی است.

## سوابق
علیرضا عنایتی دورهٔ کارشناسی ارشد علوم سیاسی را در دانشگاه امام صادق و دورهٔ دکتری زبان و ادبیات عربی را در دانشگاه تهران گذرانده‌است.
او از اردیبهشت ۱۳۹۳ تا آذر ۱۳۹۷ عهده‌دار سفارت ایران در کویت بود. وی قبل از تصدی سفارت ایران در کویت و همچنین از فروردین ۱۳۹۸ تا شهریور ۱۴۰۲، دستیار وزیر و مدیرکل خلیج فارس وزارت خارجه بود.
عنایتی پس از توافق ایران و عربستان برای بازگشایی سفارت‌ها، در خرداد ۱۴۰۲ به‌عنوان سفیر ایران در عربستان معرفی شد و ۱۵ شهریور ۱۴۰۲ رونوشت استوارنامهٔ خود را به عبدالمجید السماری، معاون تشریفات وزارت امور خارجهٔ عربستان (به نمایندگی از فیصل بن فرحان وزیر خارجهٔ عربستان) تسلیم کرد.

## آثار
- اسلام‌گرایی در کویت ۱۹۵۰ - ۱۹۸۱ م.‮‬، علی‌فهد الزمیع، ترجمهٔ علی‌رضا عنایتی، تهران‮‬: ‏‫وزارت امور‌خارجه، اداره چاپ و انتشارات‮‬، ‏‫۱۳۹۹